# Cleora processaria
Cleora processaria är en fjärilsart som beskrevs av Walker 1860. Cleora processaria ingår i släktet Cleora och familjen mätare. Inga underarter finns listade i Catalogue of Life.